# Ếch có vuốt châu Phi
Ếch có vuốt châu Phi (Danh pháp khoa học: Xenopus laevis) là một loài ếch trong họ Pipidae có nguồn gốc ở châu Phi, sống ở ở mũi Cape, phía nam châu Phi, chúng là loài có thể ăn thịt cả đồng loại. Trong những năm trước, người ta đã thành công trong việc nhân bản cừu từ tế bào phôi . Tuy nhiên, đó hoàn toàn không phải là một bước đột phá khi mà trước đó đã có hàng loạt các sinh vật được tạo ra từ mô phôi, kể từ năm 1958 với loài ếch Xenopus laevis này.

## Ăn thịt đồng loại
Ếch ăn mọi con vật có kích thước nhỏ hơn chúng, thậm chỉ cả thịt đồng loại. Có báo cáo cho thấy ếch ăn thịt anh chị em họ cùng loài. Khi du nhập, những con ếch có vuốt này không phải loài bản địa và chúng ăn thịt những con ếch bản địa. Việc này thường xảy ra khi một loài ếch xâm lấn địa bàn mới, khả năng ăn thịt đồng loại của chúng là 40%, ếch xâm lấn là mối đe dọa với ếch bản địa và cần phải diệt trừ.
Những con ếch to hơn thường có xu hướng ăn thịt đồng loại. Cứ mỗi một mm kích thước lớn hơn, con ếch lại có thêm 2,8% khả năng ăn thịt đồng loại. Nếu đặt hai con ếch cạnh nhau, con này lớn hơn con kia 10mm, nó sẽ có 28% khả năng ăn thịt đồng loại nhiều hơn so với con ếch nhỏ.
Những địa điểm có càng nhiều loài ếch khác nhau sinh sống, chúng sẽ có xu hướng ăn thịt đồng loại cao hơn là khu vực chỉ có một vài loài cùng sống. Tuy nhiên, một số loài ếch chỉ ăn thịt những con khác loài giống như con người ăn thịt bò, hoặc gà ăn sâu bọ, số vụ ếch ăn thịt con khác loài gấp ba lần số vụ ăn thịt con cùng loài. 